# Alexander-Patterson Sherry
Alexander Patterson Sherry, né le 8 février 1908 à Bonnybridge (Écosse) et mort en 1966 en Écosse, est un footballeur écossais évoluant au poste de défenseur. Il a connu les clubs écossais du Denny Hibernian, anglais du Preston North End Football Club et du Lincoln Football Club et français de l'Olympique de Marseille.